# بطولة إفريقيا لكرة الصالات 2004

## الدور الأول
( 9 يوليو - 13 يوليو)
| فريق 1       | النتيجة | فريق 2       | المباراة 1 | المباراة 2 |
| ------------ | ------- | ------------ | ---------- | ---------- |
| مصر          | 19-3    | جنوب أفريقيا | 11-1       | 8-2        |
| السودان      | انسحب   | المغرب       | 0-3        | 0-3        |
| الرأس الأخضر | انسحب   | غينيا بيساو  | 0-3        | 0-3        |
| الكاميرون    | انسحب   | موزمبيق      | 0-3        | 0-3        |

## نصف النهائي
(31 يوليو/15 أغسطس)
| فريق 1      | النتيجة | فريق 2  | المباراة 1 | المباراة 2 |
| ----------- | ------- | ------- | ---------- | ---------- |
| مصر         | 3-11    | المغرب  | 7-0        | 4-3        |
| غينيا بيساو | انسحب   | موزمبيق | 0-3        | 0-3        |

## النهائي
(27 أغسطس/3 سبتمبر)
| فريق 1 | النتيجة | فريق 2  | المباراة 1 | المباراة 2 |
| ------ | ------- | ------- | ---------- | ---------- |
| مصر    | 11-3    | موزمبيق | 10-2       | 3-5        |

| بطل البطولة الأفريقية لكرة القدم الخماسية 2004 |
| ---------------------------------------------- |
| مصر للمرة الثالثة                              |

## روابط إضافية
- Official Site
- On RSSSF